# Carlyn Fischer
Pour les articles homonymes, voir Fischer.
Carlyn Fischer, née le 27 septembre 1990, est une triathlète sud-africaine.

## Biographie
Carlyn Fischer, alors étudiante en droit à l'université de Pretoria, remporte la médaille d'or des Jeux africains de 2011 à Maputo.
Elle est vice-championne d'Afrique de triathlon en 2012 à Morne Brabant puis médaillée de bronze aux championnats d'Afrique 2013 à Agadir ainsi qu'aux championnats d'Afrique 2017 à Yasmine Hammamet.
Elle remporte les championnats d'Afrique de duathlon au Cap en 2019.

## Palmarès
Le tableau présente les résultats les plus significatifs (podium) obtenus sur le circuit international de triathlon.
| Année | Compétition                                | Pays           | Position           | Temps           |
| ----- | ------------------------------------------ | -------------- | ------------------ | --------------- |
| 2019  | Championnats d'Afrique de duathlon         | Afrique du Sud | Médaille d'or      | 2 h 17 min 8 s  |
| 2017  | Championnats d'Afrique                     | Tunisie        | Médaille de bronze | 2 h 2 min 13 s  |
| 2014  | Championnats d'Afrique de triathlon cross  | Afrique du Sud | Médaille d'argent  | 2 h 10 min 59 s |
| 2013  | Championnats d'Afrique                     | Maroc          | Médaille d'argent  | 2 h 16 min 4 s  |
| 2012  | Championnats d'Afrique                     | Maurice        | Médaille d'argent  | 2 h 14 min 16 s |
| 2011  | Jeux africains                             | Mozambique     | Médaille d'or      | 1 h 6 min 25 s  |
| 2007  | Championnats d'Afrique de triathlon sprint | Afrique du Sud | Médaille d'argent  | 1 h 12 min 35 s |